# Blönduósbær
Blönduósbær is een gemeente in het noordwesten van IJsland in de regio Norðurland vestra aan de monding van de gletsjerrivier Blandá in de baai Húnaflói. De gemeente heeft 903 inwoners (in 2005) waarvan er 837 wonen in het plaatsje Blönduós.
Húnaþing vestra · Húnabyggð · Skagabyggð · Skagafjörður · Skagaströnd